# Mutavaquil I
Abul Abedalá Mutavaquil Ala Alá (em árabe: أبو عبد الله محمد المتوكل على الله; romaniz.: Abu Abd Allah al-Mutawakkil ala Allah), dito Mutavaquil I do Cairo (em árabe: المتوكل على الله الأول), foi o sétimo califa abássida do Cairo sob os sultões mamelucos do Egito em três períodos diferentes, intercalados pelo califado dos filhos de Aluatique I. O primeiro entre 1362 e 1377, depois entre 1377 e 1383 e finalmente entre 1389 e 1406.
Seu califado foi marcado por uma mudança importante no estado mameluco, a tomada do poder pelo mameluco búrjida Barcuque.

## História
Almançor Salá Asim Maomé, filho de Almuzafar Ceifadim Haji, foi feito sultão com apenas quatorze anos de idade sucedendo ao seu tio Um Nácer Haçane. Ele foi deposto em 1363 e seu primo, Al-Ashraf Sha'ban Zayn ad-Din, filho de Um Nasir al-Hasan, de doze anos lhe sucede, tendo como tutor o emir de origem mongol Yalbogha al-Umari. Na Anatólia, os otomanos se tornaram uma força a ser reconhecida pelos vizinhos. O imperador bizantino João V Paleólogo tenta, sem sucesso, conseguir aliados no ocidente em troca da união religiosa. O papa Inocêncio VI que, como seu antecessor, está baseado em Avinhão, reconstruiu a liga antiturca envolvendo Chipre, Veneza e os Cavaleiros de Rodes, reagrupando-os em Esmirna em 1357. Ele então encarregou o patriarca latino de Constantinopla Pedro Tomás das negociações com João V, que fracassaram.
A crueldade de Yalbogha acabou provocando o ódio da população do Cairo e ele terminou morto numa tentativa de derrubar o sultão. Os emires se revoltaram sob a liderança de Barcuque, um mameluco de origem circássio que havia sido comprado por Yalbogha. Os insurgentes foram derrotados e Barcuque se refugiou na Síria, mas o sultão Zaim Adim Xabam foi morto. Em 1376, seu filho Almançor Aladim Ali, que tinha apenas dez anos de idade, o sucedeu tendo Barcuque como tutor.
Em 1377, o califa Mutavaquil foi brevemente substituído pela primeira vez por Zacarias Almostacim, filho de Aluatique I. Em 1381-82, Sale Zaine Adim Haji sucedeu ao irmão como sultão, mas foi derrubado por Barcuque, que convenceu os emires a entregarem o poder a um homem e não a uma criança. Em 1383, o califa Mutavaquil I se tornou uma peça-chave num complô para reverter o golpe de Barcuque. Ele foi preso e levado a julgamento, com o usurpador pedindo a sua morte. Finalmente, a acusação é considerada ilegal. Porém, Barcuque obriga Mutavaquil a renunciar e coloca em seu lugar Omar Aluatique, que é sucedido por seu irmão Almostacim (que também fora derrubado anos antes) três anos depois.
Em 1389, o sultão Barcuque foi derrubado por um breve período por conta de uma revolta dos emires liderada pelo governador de Alepo. Barcuque então demonstra alguma covardia ao refugiar-se na cidadela do Cairo aos pés do califa e abdica. Os insurgentes então colocam Ali Almançor Aladim no poder. Mutavaquil prudentemente se manteve à distância das intrigas políticas e, quando Barcuque voltou ao poder em 1405, o califa foi restaurado.
Barcuque morreu em junho de 1399 e está enterrado num cemitério ao norte do Cairo. Seu filho, Nácer Alfaraje, o sucedeu e seu foi brevemente interrompido por seu irmão, Almançor Abdalazize, em 1405. Em 1406, Mutavaquil I morreu e seus filhos e descendentes serão califas até a extinção da função em 1517.